# Ligament crico-thyroïdien
Le ligament cricothyroïdien est un ligament du cou qui relie le cartilage cricoïde au cartilage thyroïde.

## Terminologie
Il n'est pas individualisé dans la terminologie TA2 et TA98 mais est séparé en deux cônes élastiques (ou ligaments crico-thyroïdiens latéraux) et en ligament crico-thyroïdien médian.

## Structure
Le ligament crico-thyroïdien est composé de trois parties :
- le ligament crico-thyroïdien médian : le long de la ligne médiane, c'est une bande plate de tissu conjonctif blanc épaisse, plus étroite en haut qu'en bas. Il s’insère sur le bord supérieur du cartilage cricoïde et sur le bord inférieur du cartilage thyroïde dans la partie médiane.
- les deux cônes élastiques de chaque côté : ils sont plus minces. Il s'étendent du bord supérieur du cartilage cricoïde au bord inférieur des cordes vocales avec lesquelles ils se prolongent[1].

## Rapports
Le ligament crico-thyroïdien est recouvert de part et d'autre par les muscles crico-thyroïdiens.
En avant du ligament crico-thyroïdien médian se trouve le nœud lymphatique prélaryngé.
Sa face profonde est recouverte par la muqueuse trachéale.

## Rôle
Le ligament crico-thyroïdien empêche le cartilage cricoïde et le cartilage thyroïde de trop s'éloigner.

## Aspect clinique
Le ligament cricothyroïdien est sectionné lors d'une cricothyrotomie d'urgence. Ce type d'intervention chirurgicale est nécessaire en cas d'obstruction des voies respiratoires au-dessus du niveau des cordes vocales.